# Apoteoza Wenecji
Apoteoza Wenecji – obraz włoskiego malarza renesansowego Paola Veronesego.
Jest t o jeden z ostatnich dużych obrazów Veronesa. Został wykonany po pożarze w Pałacu Dożów w 1577 roku, w odrestaurowanej przez Cristoforo Sorte Sali del Maggior Consiglio. Prace nad nim trwały od 1580 do 1585 roku. Obok niego do dekoracji pomieszczenia poproszono Tintoretta i Palmę Młodszego.
Na suficie Veronese namalował owalną kompozycję przedstawiającą triumf Wenecji ukoronowanej przez Victorię. Dzieło przepełnione jest elementami charakterystycznymi dla nadchodzącego baroku – mnogość unoszących się ciał, ozdobne elementy architektury. Głównym przesłaniem obrazu jest gloryfikacja władzy Wenecji i zamożnych tego miasta poprzez symbole pochodzące z mitologii greckiej. Na górze na obłoku, umieszczone zostały postacie bogów z alegorią Wenecji pośrodku. Wokół niej widoczne są kręcone kolumny podobne do tych w tabernakulum Berniniego w rzymskiej bazylice św. Piotra i nawiązują do świątyni Salomona. Poniżej, za balustradą, znajdują się przedstawiciele arystokracji w bogatych strojach z epoki. Wśród nich znajduje się podobizna Henryka III. Pośrodku na balustradzie widoczny jest herb dożów.